# Brachyhospes reticollis
Brachyhospes reticollis é uma espécie de coleóptero da tribo Callichromatini (Cerambycinae), com ocorrência apenas na República Democrática do Congo.

## Sistemática
- Ordem Coleoptera
  - Subordem Polyphaga
    - Infraordem Cucujiformia
      - Superfamília Chrysomeloidea
        - Família Cerambycidae
          - Subfamília Cerambycinae
            - Tribo Callichromatini
              - Gênero Brachyhospes
                - B. reticollis (Quedenfeldt, 1888)